# Ипора
Ипора (порт. Iporá) — муниципалитет в Бразилии, входит в штат Гояс. Составная часть мезорегиона Центр штата Гойас. Входит в экономико-статистический микрорегион Ипора. Население составляет 30 308 человек на 2007 год. Занимает площадь 1026,387 км². Плотность населения — 29,54 чел./км².
Праздник города — 19 ноября. 

## История
Город основан в 1748 году.

## Статистика
- Валовой внутренний продукт на 2003 год составляет 122 710 003,00 реалов (данные: Бразильский институт географии и статистики).
- Валовой внутренний продукт на душу населения на 2003 год составляет 3819,00 реалов (данные: Бразильский институт географии и статистики).
- Индекс развития человеческого потенциала на 2000 год составляет 0,780 (данные: Программа развития ООН).

## География
Климат местности: тропический.